# Бойко Ігор Дмитрович
І́гор Дми́трович Бо́йко  (23 серпня 1972, Черкаси — 30 січня 2015, селище Рідкодуб, Шахтарський район, Донецька область) — боєць Мукачівської 128 гірсько-піхотної бригади ЗСУ. Розвідник. Герой АТО.

## Біографія
Був призваний на військову службу до 128-ї гірсько-піхотної бригади Збройних Сил України 3 серпня 2014 року.
Загинув у селищі Рідкодуб Шахтарського району Донецької області під час розвідувальної операції у бою з охороною 5-ї роти 7-ї бригади так званої ДНР, яка здійснювала спробу штурму населеного пункту з південної сторони. Був вбитий або важко поранений чергою з АК, вибухом власної гранати Ф-1 йому відірвало праву кисть і голову.
Похований у Черкасах, на його честь названа одна з вулиць рідного міста.
Залишилися дружина, 17-річна донька та 7-річний син.

## Нагороди та вшанування
- Указом Президента України № 108/2015 від 26 лютого 2015 року, «за особисту мужність і героїзм, виявлені у захисті державного суверенітету та територіальної цілісності України, вірність військовій присязі», нагороджений орденом «За мужність» III ступеня (посмертно)[2].
- У 2015 році нагороджений пам'ятним знаком «За заслуги перед містом Черкаси» І ступеня (посмертно) «за проявлені героїзм, мужність, відданість і вірність військовій присязі, безкорисливу любов до Батьківщини та народу України, пожертвування власного життя задля відстоювання територіальної цілісності нашої держави, прав і свобод нинішнього і наступного поколінь українців».
- Розпорядженням Черкаського міського голови № 29-р від 22 лютого 2016 року вулицю Чичеріна перейменовано на вулицю Ігоря Бойка[3].
- Вшановується в меморіальному комплексі «Зала пам'яті», в щоденному ранковому церемоніалі 30 січня[4][5].